# Silencieuse(s)
Silencieuse(s) est une bande dessinée d'époque actuelle qui traite du sexisme. Publiée en juin 2017, elle est écrite par Salomé Joly et dessinée par Sibylline Meynet.

## Synopsis
Dans ce livre, l'auteur raconte l'histoire de plusieurs jeunes étudiantes âgées de 18 à 24 ans. Elles ont toutes un point commun : elles sont toutes victimes de harcèlement, dans la rue, au bar, dans le métro... Anaïs, Marion, Mahé, Agathe, vivent leurs vies paisiblement et sans poser de soucis aux autres mais malgré cela elles subissent du harcèlement : un jeans un peu trop moulant, une jupe ou des talons et immédiatement certains garçons en profitent pour les insulter, les agresser, les mettre mal à l'aise. Elles gardent le silence, ne disent rien, même les personnes qui voient l'action ne bougent pas, ne font rien ou font semblant de ne rien voir. Ces jeunes étudiantes se taisent jusqu'au jour où elles décident de créer un blog en parlant du harcèlement de rue et font part de leurs témoignages. 

## Analyse
Le titre Silencieuse(s) fait référence au silence dont font preuve certaines  femmes face au harcèlement de rue. Elles évoquent avec beaucoup de pudeur, la violence dont les femmes peuvent être victimes aujourd’hui. Contrairement à ce que l'on pourrait penser, ce n’est pas seulement dans un endroit totalement isolé ou bien de nuit. À la terrasse d’un café, dans les transports publics, certains hommes peuvent déraper, considérant le moindre signe de féminité (une jupe, des talons…) comme provocateur. 
La situation est d’autant plus difficile à supporter qu’elle engendre chez ces jeunes femmes un lourd sentiment de culpabilité. Parfois même leur entourage masculin trouve parfaitement normal cette maltraitance. Alors, à qui se confier, à qui en parler ? C'est pour trouver une solution que les deux jeunes auteures abordent un sujet aussi sensible. Le but de celles-ci est de faire comprendre aux femmes de ne pas rester silencieuses face à ces actes.
Elles ont choisi d'en faire une BD contenant des dessins réalistes, plutôt dans un style « pop » et aux couleurs « girly » (rose, mauve, violet). Elles ambitionnent de montrer au lecteur que les paroles et les actes ont la même gravité.